# Viera Ellong
Viera Doualla Ellong (Douala, 14 giugno 1987) è un calciatore camerunese naturalizzato equatoguineano, centrocampista dell'Unidad Malabo.

## Palmarès

### Club

#### Competizioni nazionali
- Campionato equatoguineano: 4

Akonangui: 2008
Sony Elá Nguema: 2011, 2012, 2014
- Coppa della Guinea Equatoriale: 1

Akonangui: 2007